# Forat d'Abella
El Forat d'Abella, popularment denominat lo Foradot és un indret del terme municipal d'Abella de la Conca, a la comarca del Pallars Jussà a tocar de la vila que dona nom al municipi. És a sota de l'extrem de llevant de la vila d'Abella de la Conca, al nord del Molí Vell d'Abella i al sud del Molí d'Abella. Es tracta del pas que ha obert al llarg del temps el riu d'Abella a l'extrem sud-oest de la Serra de Carrànima. Just damunt del forat, a ponent, hi ha situada la vila d'Abella de la Conca.
De fet, es tracta de tres forats successius, que superen els tres plegaments consecutius que es donen en aquest lloc, com es pot observar en una visita al lloc. El més gran és el central, que queda als peus de la vila i fa uns 80 metres de longitud per uns cinc d'amplada; el més septentrional queda a prop del Molí d'Abella. El Forat d'Abella marca el pas de la muntanya a la plana en el curs del riu d'Abella. S'hi arriba des de la Carretera d'Abella de la Conca pel Camí del Foradot. Aquest camí té continuïtat cap al nord a través del mateix Forat, tot i que quasi del tot impracticable per a vehicles per les roques existents a la llera del riu.
A mitjan segle xix es començà a desenvolupar un projecte que va quedar inconclús: el baró d'Abella pretenia crear un embassament a la vall superior de l'Abella, aprofitant l'estretor del Foradot per a fer-hi la presa. Les obres començaren (hi ha senyals a la mateixa roca que en fan de testimoni), però el projecte va quedar sense acabar per causes diverses, les que feren entrar en crisi la mateixa baronia.

## Etimologia
És un topònim romànic modern, de caràcter descriptiu: es tracta del forat en la formació rocosa que defineix aquest lloc pel qual s'escolen les aigües del riu de la vila d'Abella de la Conca, el riu d'Abella.